# Stanley (TV-serie, 2001)
Stanley är en tecknad TV-serie av Walt Disney Television från 2001-2005. Serien är riktad till de yngre barnen och är ett "lek och lär"-program där temat är om djur.
Serien handlar om 5-åriga pojken Stanley och hans guldfisk Dennis. I varje avsnitt vill Stanley lära sig mera om ett djur och de använder en magisk bok kallad "Den stora boken om allting". I den dyker de rakt in i bilderna och träffar på en massa djur.
I Sverige har serien än så länge bara visats på TV-kanalen Starz Kids & Family Disney Channel i dess barnprogram Playhouse Disney.
Den svenska rösten till Stanley tillhör Filip Hallqvist och Ola Forssmed gör rösten till Stanleys fisk Dennis.